# Patay
Patay é uma comuna francesa na região administrativa do Centro, no departamento Loiret. Estende-se por uma área de 13,8 km². Em 2010 a comuna tinha 2 247 habitantes (densidade: 162,8 hab./km²).